# Dionotus
Dionotus  est selon Historia regum Britanniae de  Geoffroy de Monmouth , un récit pseudo historique sur l'histoire des  rois de Bretagne, un duc ou roi de Cornouailles à l'époque du
règne de l'empereur Magnus Maximus.

## Contexte
Selon Geoffroy de Monmouth il est le frère de Caradocus [Caradog], duc de Cornouailles à qui il succède et le père de Sainte Ursule. 
Geoffroy de Monmouth semble avoir emprunté son nom dans la literature qui concerne Ursule de Cologne, dont le nom du père est Deonotus. Dans le  Brut y Brenhinedd  son nom est interprété de manière incorrecte en Dunod. Hector Boece le nomme de son côté Dionethus fils d'Octavius II fils d'Octavius I [= Eudaf Hen] et lui donne pour épouse une sœur anonyme de Fergus Mór mac Eirc, le fondateur du  royaume de Dalriada.

## Sources
- Geoffroy de Monmouth Histoire des rois de Bretagne, traduit et commenté par Laurence Mathey-Maille, Édition Les belles lettres, coll. « La roue à livres », Paris, 2004,  (ISBN 2-251-33917-5)
- (en) Peter Bartrum, A Welsh classical dictionary: people in history and legend up to about A.D. 1000, Aberystwyth, National Library of Wales, 1993, p. 113 DIONOTUS, fictitious king of Cornwall.